# Мохаммад аль-Дмейрі
Мохаммад Абдул-Самі Мохаммад аль-Дмейрі (араб. محمد عبد السميع محمد الدميري, нар. 30 серпня 1987, Амман) — йорданський футболіст, що грав на позиції захисника. Відомий за виступами в низці йорданських і зарубіжних клубів, зокрема за клуб «Аль-Вахдат», а також у складі національної збірної Йорданії, за яку зіграв понад 100 матчів. Чотириразовий володар Кубка Йорданії, восьмиразовий чемпіон Йорданії.

## Клубна кар'єра
У дорослому футболі Мохаммад аль-Дмейрі дебютував 2007 року виступами у складі команди «Аль-Вахдат», в якій грав до 2014 року, та провів у її складі 125 матчів чемпіонату країни.
У 2014 році аль-Дмейрі перейшов до саудівського клубу «Аль-Іттіхад», проте вже за півроку пішов у оренду до катарського клубу «Аль-Шамаль», і вже в 2015 році повернувся до клубу «Аль-Вахдат», де грав до 2018 року. У 2018 році футболіст нетривалий час грав у складі іншого йорданського клубу «Аль-Ноджом», проте ще у 2018 році повернувся до клубу «Аль-Вахдат», у складі якого й завершив виступи на футбольних полях у 2023 році.

## Виступи за збірні
У 2007 році Мохаммад аль-Дмейрі грав у складі молодіжної збірної Йорданії. у складі молодіжної збірної брав участь у молодіжному чемпіонаті світу з футболу 2007 року.
У 2009 році аль-Дмейрі дебютував у складі національної збірної Йорданії. У складі збірної брав участь у Кубку Азії 2011 року та Кубку Азії 2015 року. У складі збірної грав до 2022 року, загалом провів у її формі 101 матч, забивши 2 голи.

## Титули і досягнення
- Чемпіон Йорданії (9):

«Аль-Вахдат»: 2006—2007, 2007—2008, 2008—2009, 2010—2011, 2013—2014, 2015—2016, 2017—2018, 2020
- Володар Кубка Йорданії (4):

«Аль-Вахдат»: 2009, 2010, 2011, 2014
- Володар Суперкубка Йорданії (7):

«Аль-Вахдат»: 2008, 2009, 2010, 2011, 2014, 2018, 2021